# 残雪
残雪（1953年5月30日—），本名邓小华，原名邓则梅，女，湖南耒阳人，生於長沙，中国当代作家，被誉为先锋派文学的代表人物。残雪的兄长为中国哲学家邓晓芒。
瑞典學院院士马悦然稱残雪為「中國的卡夫卡」，但她本人不喜此稱號，認為自己「可以超越卡夫卡」。由于作品在日本大量翻译，亦在日本享有很高的声誉，2009年《残雪研究》期刊在日本东京创刊。近年来，残雪的作品被全球越来越多的读者所接受，并收到高度评价，其一度成为诺贝尔文学奖强有力的潜在候选人。

## 生平
残雪的父母是中国共产党党员，1949年后在报社工作，父亲邓钧洪曾任新湖南报社社长，母亲李茵著有《永州旧事》。1953年5月30日，残雪出生于新湖南报报社的宿舍。邓钧洪为其取名邓则梅，后来残雪自己改名邓小华，“残雪”是邓小华走上文学之路后的笔名。1957年父母被划为右派下放劳动，于是残雪便交由外祖母抚养。老人略带怪异的行为，对残雪性格的形成及后来写作的影响很大:79, 130。
1970年殘雪进入一家街道工厂工作，做过铣工、装配工、车工。1978年，与身为回城知青的丈夫结婚。1980年，残雪退出街道工厂，与曾为木匠的丈夫一起开起了裁缝店:290-291。
1985年，在其他作家朋友以及丁玲的帮助下，残雪发表了她的第一篇小说《黄泥街》。1988年，残雪加入湖南省作家协会:282-283:59-62。

## 影响
据残雪称，她自小便热爱阅读。她读了许多经典，但一直到七十年代末期才有机会阅读现代派作品:6。自那时开始，残雪开始阅读卡夫卡、博尔赫斯、卡尔维诺以及但丁的作品。她也十分喜欢鲁迅，尤其是《野草》和《故事新篇》。她尤其深受卡夫卡的影响:71-72，并为这些作家写了数十万字的评论文章。
残雪的童年经历同样影响了她的写作。她作品中许多意象，如小蛇、昆虫、外婆、父亲等，都可追朔到她童年的经历中:280-290。湖南的“巫”文化对她的写作也有一定影响:86-96。

## 评价
主流观点认为，残雪是当代中国女性主义意识最为尖锐的作家，其独特气质难以归类。残雪以她冷僻的女性气质与怪异尖锐的感觉方式，不仅与此前的中国女性的写作决别，而且与同时代的男性作家分庭抗礼。 残雪的小说用变异的感觉展示了一个荒诞，变形，梦魇般的世界，阴郁，晦涩，恐惧，焦虑，窥探和变态的人物心理及人性丑恶的相互仇视与倾轧。她的作品不仅写出了人类生存的悲剧，而且写出了人的某种本质性的丑陋特点。
残雪在《黄泥街》的序言里说：“在事无巨细的庸常现实之下，时刻涌动着生命的洪流。”正是这股对于生命体验不懈追求与对精神世界的无穷探索，塑造了残雪作品的精神内核，也使其成为全球视野中汉语写作的一座独特的丰碑。

## 作品

### 文集
- 《残雪文集》(四卷)，湖南文艺出版社，1998年
- 《残雪自选集》，海南出版社，2004年
- 《茶园：残雪全新小说自选集》，山东文艺出版社，2020年

### 長篇小說
- 《突围表演》，香港青文书屋，1990年
- 《五香街》，海峡文艺出版社，2002年（即《突围表演》）
- 《单身女人琐事纪实》，北京十月文艺出版社，2004年
- 《最后的情人》，花城出版社，2005年
- 《邊疆》，上海文艺出版社，2008年
- 《呂芳詩小姐》，上海文艺出版社，2011年
- 《新世紀愛情故事》，作家出版社，2013年
- 《黑暗地母的礼物（上）》，湖南文艺出版社，2015年
- 《黑暗地母的礼物（下）》，湖南文艺出版社，2017年
- 《赤腳醫生》，湖南文艺出版社，2019年
- 《水乡》，湖南文艺出版社，2021年
- 《激情世界》，人民文学出版社，2022年

### 中短篇小說
- 《黄泥街》，台湾圆神出版社，1987年
- 《天堂里的对话》，作家出版社，1988年
- 《种在走廊上的苹果树》，台湾远景出版社，1990年
- 《思想汇报》，湖南文艺出版社，1994年
- 《辉煌的日子》，河北教育出版社，1995年
- 《奇异的木板房》，云南人民出版社，2000年
- 《美丽南方之夏日》，云南人民出版社，2000年
- 《蚊子与山歌》，中国文联出版公司，2001年
- 《长发的遭遇》，华文出版社，2001年
- 《松明老师》，海峡文艺出版社，2002年
- 《爱情魔方》，民族出版社，2004年
- 《从未描述过的梦境》，作家出版社，2004年
- 《双重的生活》，台湾木马文化，2005年
- 《传说中的宝藏》，春风文艺出版社，2006年
- 《暗夜》，华文出版社，2006年
- 《末世爱情》，上海文艺出版社，2006年
- 《少年鼓手》，人民文学出版社，2021年
- 《西双版纳的女神》，人民文学出版社，2022年

### 散文及評論
- 《灵魂的城堡：理解卡夫卡》，上海文艺出版社，1999年
- 《解读博尔赫斯》，人民文学出版社，2000年
- 《残雪散文》，浙江文艺出版社，2000年
- 《地狱的独行者》，北京三联书店，2003年
- 《艺术复仇》，广西师大出版社，2003年
- 《残雪访谈录》，湖南文艺出版社，2003年
- 《永生的操练》，十月文艺出版社，2004年
- 《温柔的编织工：残雪读卡尔维诺与波赫士》，台湾边城出版社，2005年
- 《残雪文学观》，广西师范大学出版社，2007年
- 《趋光运动：回溯童年的精神图景》，上海文艺出版社，2008年
- 《黑暗灵魂的舞蹈：残雪美文自选集》，文汇出版社，2009年
- 《残雪文学回忆录》，广东人民出版社，2017年
- 《新叶》，湖南少年儿童出版社，2023年

### 譯作
- 《斯大林晚年离奇事件》(与邓晓芒合译)，新华出版社，2005年

### 对话录
- 《于天上看见深渊》（与邓晓芒合著），上海文艺出版社，2011年
- 《旋转与升腾》（与邓晓芒合著），上海文艺出版社，2017年

### 作品外文譯本
- 《天堂里的对话》，美国西北大学出版社，1989年
- 《苍老的浮云》，日本河出书房新社，1989年
- 《布谷鸟叫的那一瞬间》，日本河出书房新社，1990年
- 《残雪小说集》，意大利理论出版社，1991年
- 《绣花鞋》，美国霍特出版社，1997年
- 《天空里的蓝光》，美国新方向出版社，2006年

### 改编
- 残雪的短篇小說《双重的生活》已经被改编重新创作为歌剧《泉》并于2010年在第十一届慕尼黑音乐节首演成功。《泉》由慕尼黑音乐节委约给中国作曲家王琳（又名王滢乔），剧本由王琳和残雪共同完成。